# Franz Schöpfer
Franz Schöpfer (* 3. Juni 1798 in Ringschnait; † 4. August 1864 in Friedrichshafen) war ein württembergischer Oberamtmann.

## Leben
Franz Schöpfer war der Sohn eines Wundarztes. Ab 1813 arbeitete er als Schreiber. Von 1816 bis 18197 war er Aktuar beim Unteramt Schussenried und von 1819 bis 1822 Substitut und Stadtschreiberverweser in Biberach. 1829 wurde er Oberamtsaktuar beim Oberamt Rottenburg und 1829 Regierungsreferendär bei der Regierung des Jagstkreises in Ellwangen. Von 1830 bis 1834 wurde er in Aalen, Geislingen und Ulm als Oberamtsaktuar eingesetzt, bevor er 1834 Oberamtsverweser und 1836 Oberamtmann beim Oberamt Neuenbürg wurde. Ab 1841 leitete er das Oberamt Rottweil und ab 1846 das Oberamt Künzelsau. 1863 ging er in den Ruhestand und starb bereits ein Jahr später.
1858 wurde Franz Schöpfer mit dem Ritterkreuz des Friedrichs-Ordens ausgezeichnet.